# Hésiod (cratère)

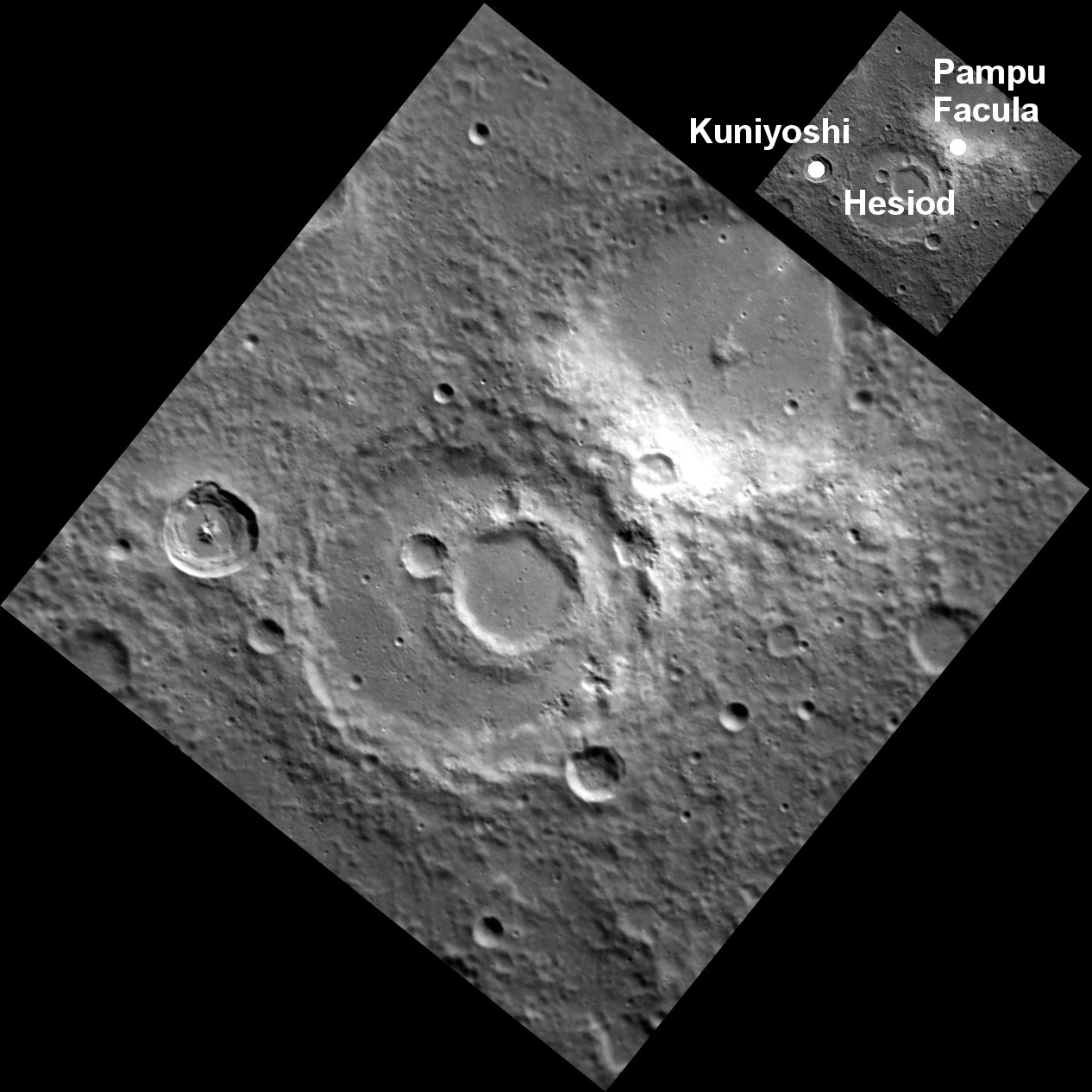
Cratère Hésiode au centre, cratère Kuniyoshi à gauche et Pampu Facula en haut à droite.

Hésiod est le nom d'un cratère d'impact présent sur la surface de Mercure, à 58,5°S et 35,0°O. Son diamètre est de 107 km. Le cratère fut nommé par l'Union astronomique internationale en hommage au poète grec Hésiode.

## Compléments